# Nocny terror
Nocny terror – amerykańsko-egipsko-izraelsko-kanadyjski horror w reżyserii Tobe’a Hoopera z roku 1993. 

## Obsada
- Chandra West – Beth
- Dudi Cohen – Warden
- Dov Ben – pomocnik oprawcy
- Dimitri Phillips – Duval
- Daniel Matmor – ksiądz
- Tamar Shamir – kobieta–wąż
- Robert Englund – Marquis de Sade